# Louis Chaillot
Louis Chaillot (Chaumont, 2 de març de 1914 - Aubenas, 28 de gener de 1998) va ser un ciclista en pista francès, que fou professional entre 1937 i 1951.
Com a ciclista amateur va participar en dos Jocs Olímpics. El 1932, a Los Angeles, guanyà una medalla d'or en la prova de tàndem, formant parella amb Maurice Perrin i una de plata en la velocitat individual. El 1936, a Berlín, tornà a pujar al podi en aconseguir una medalla de bronze en la prova de velocitat individual.
Com a professional destaquen dos campionats nacionals de mig fons i un de velocitat.

## Palmarès
- 1932
  -  Medalla d'or als Jocs Olímpics de Los Angeles en tàndem
  -  Medalla de plata als Jocs Olímpics de Los Angeles en velocitat individual
- 1936
  - 1r al Gran Premi Cyclo-Sport de velocitat
  -  Medalla de bronze als Jocs Olímpics de Berlín en velocitat individual
- 1937
  -  Campió de França de velocitat
- 1944
  -  Campió de França de mig fons
- 1946
  -  Campió de França de mig fons